# Војна споменица 20. годишњица одбране Отаџбине од НАТО агресије
Војна споменица 20. годишњица одбране Отаџбине од НАТО агресије представља спомен-медаљу коју је Министарство одбране Републике Србије доделило припадницима Војске Југославије који су учествовали у одбрани Савезне Републике Југославије од НАТО агресије 1999. године.
Споменицу је установио министар одбране Александар Вулин, 24. марта 2019. године, поводом 20. годишњице агресије.
На различитим свечаностима, споменица је додељена ветеранима у активним припадницима 250. ракетне бригаде Ратног ваздухопловства и противваздушне одбране, 63. падобранске и 37. моторизоване бригаде.

## Носиоци споменице
- пуковник Тиосав Јанковић
- потпуковник Ђорђе Аничић
- капетан бојног брода Љубиша Марковић
- руски добровољац Алберт Андијев